# Anna Johnson Pell Wheeler
Anna Johnson Pell Wheeler (ur. jako Anna Johnson 5 maja 1883 – 26 marca 1966) – amerykańska matematyczka. Znana przede wszystkim dzięki wczesnemu wkładowi w liniową algebrę przestrzeni nieskończenie wymiarowych, dziedzinę włączoną później w obszar analizy funkcjonalnej.

## Biografia
Anna urodziła się 5 maja 1883 w rodzinie szwedzkich imigrantów w Hawarden (ów. Calliope), Iowa. Jej ojciec pracował jako rolnik, grabarz i sprzedawca mebli. Jej matka, Amelia (z domu Friberg), była gospodynią domową. Oboje rodzice Johnson pochodzili z parafii Lyrestad w Västergötland w Szwecji. Do Stanów Zjednoczonych przybyli w 1982 roku i tam się pobrali. Johnson miała dwoje starszego rodzeństwa, Esther i Elmera .
Anna w 1903 ukończyła studia licencjackie na Uniwersytecie Południowej Dakoty, a w 1904 obroniła tytuł MS z matematyki na Uniwersytecie Iowa pracą The extension of Galois theory to linear differential equations. Rok później zdobyła kolejny dyplom w Radcliffe College, gdzie uczęszczała m.in. na kursy Maxime Bôchera i Williama Fogga Osgooda. W 1905 uzyskała stypendium im. Alice Freeman Palmer Wellesley College, dzięki czemu mogła spędzić rok na Uniwersytecie w Getyndze, gdzie pobierała nauki u Davida Hilberta, Felixa Kleina, Hermanna Minkowskiego i Karla Schwarzschilda.
W trakcie pracy nad ukończeniem doktoratu zawiązała relację romantyczną z Alexandrem Pellem, starszym o 25 lat wdowcem, mentorem i popularnym profesorem matematyki Uniwersytetu Południowej Dakoty; w czerwcu 1907 wzięli ślub. Jego podróże do Europy stanowiły dla niego poważne ryzyko, ponieważ przed zmianą tożsamości nazywał się Siergiej Diegajew i był ukrywającym się byłym podwójnym agentem Carskiej Ochrany, ściganym zarówno przez rewolucjonistów jak i Ochranę. Udało mu się jednak uniknąć zdemaskowania aż do śmierci. Po ślubie małżeństwo podróżowało między Vermillion w Dakocie Południowej, gdzie Anna wykładała kursy teorii funkcji i rachunku różniczkowego, a Getyngą. W 1908 r. z powodu trudności finansowych i bliżej nieokreślonego konfliktu z Hilbertem zrezygnowała z pracy nad doktoratem w tym zespole, i przeniosła się do Chicago, gdzie ukończyła dysertację Biorthogonal Systems of Functions with Applications to the Theory of Integral Equations u E.H. Moore'a uzyskując jako druga kobieta w historii uczelni tytuł Ph.D. (magna cum laude) ok. 1909.
Prowadziła klasy na Uniwersytecie Chicagowskim, nie zdobywając jednak stabilnego zatrudnienia. Napisała w tym czasie w prywatnej korespondencji: „Miałam nadzieję na pracę naukową na którymś z dobrych uniwersytetów (...), ale panuje taki stosunek do kobiet, że preferowani są mężczyźni, nawet jeśli reprezentują niższe kwalifikacje. Wydaje się, że profesor Moore także stracił nadzieję.” W 1911 jej mąż przeszedł udar, i Anna po przejęciu jego klas na resztę semestru, objęła stanowisko na Mount Holyoke College. Choć jej mąż kontynuował swoje badania i prezentował je na konferencjach do końca życia, nie powrócił już do nauczania akademickiego, i zmarł w 1921 r.
Według listu polecającego byłego rektora Uniwersytetu Południowej Dakoty z tego czasu, Anna: „Zawsze wkłada cały swój umysł i energię w nauczanie, i jest zawsze gotowa do udzielania dodatkowych korepetycji studentom. Jest z natury zaangażowana i życzliwa, zdobywając swoim entuzjazmem sympatię studentów.”
W 1917 r. opublikowała wspólnie z Ruthem L. Gordonem artykuł dotyczący twierdzenia Sturma, w którym zaprezentowali oryginalne – i przeoczone przez następnych blisko sto lat – rozwiązanie problemu. W 1918 została profesorem nadzwyczajnym, a w 1925 r. pełnym, na żeńskiej uczelni Bryn Mawr College, gdzie obejmowała stanowisko kierowniczki wydziału matematycznego. W 1923 była jedną z założycielskich członkiń rady nadzorczej Amerykańskiego Towarzystwa Matematycznego. Poślubiła współpracownika, Arthura Wheelera, i przeprowadziła się z nim gdy zdobył on pracę na Uniwersytecie w Princeton, gdzie i ona podjęła niepełny etat wykładowczyni. Małżeństwo nazwało wybudowany przez siebie domek letni „Q.E.D.” Po śmierci męża w 1932 powróciła na Bryn Mawr.
W 1933 r. zawarła bliską przyjaźń i odegrała kluczową rolę w umożliwieniu Emmy Noether przedostania się do Ameryki i zdobyciu pracy na Bryn Mawr. Pracowała na uczelni do emerytury w 1948, pozostając aktywną w środowisku naukowym aż do spowodowanej przez następstwa udaru śmierci w 1966. Jej doktorantkami były m.in. Dorothy Maharam i Marion Cameron Gray; historyczne wspomnienia jej uczniów i uczennic przedstawiają ją jako wspierającą i dobrą prowadzącą, która oddawała uboższym studentom własne kopie podręczników, czy zapraszała ich na konferencje oraz wakacje do domku letniego.